# Nguyễn Ngọc Thanh
Nguyễn Ngọc Thanh (sinh 1944) là một sĩ quan cấp cao trong Quân đội nhân dân Việt Nam, hàm Trung tướng, Giáo sư, Tiến sĩ, nguyên Phó Giám đốc Học viện Quốc phòng (1996-2008), Ủy viên Hội đồng Chức danh Giáo sư Nhà nước, Chủ tịch Hội đồng Chức danh Giáo sư ngành khoa học quân sự - Bộ quốc phòng nhiệm kỳ 2009-2014, Cộng tác viên của Hội đồng lý luận trung ương

## Thân thế
Ông sinh ngày 7 tháng 11 năm 1944 tại Sơn Tây, Hà Nội, quê gốc ở Hoài Đức, Hà Nội.
Gia đình ông có truyền thống cách mạng từ đời cha chú. Cha của ông từng đi bộ đội, sau đó vào năm 1955 làm việc tại Sở Công an Hải Phòng.

## Sự nghiệp
Năm 1962, học hết cấp 3. Sau đó, ông lên đường làm nghĩa vụ quân sự ông phục vụ tại Trung đoàn pháo binh 84 thuộc Bộ tư lệnh pháo binh đóng ở Sơn Tây.
Sau đó ông được cử học lớp tiểu đội trưởng trinh sát pháo binh và trực tiếp chỉ huy tiểu đội trong khoảng thời gian gần 2 năm.
Từ năm 1964 đến 1966 ông học tại trường Sĩ quan pháo binh Sơn Tây và được phong quân hàm Thiếu úy.
Sau một thời gian rèn luyện ông vào miền Nam chiến đấu ở mặt trận Quảng Đà – quân khu 5. Tại đây ông làm trung đội trưởng, trợ lý tham mưu, Đại đội trưởng rồi sau đó là Tiểu đoàn trưởng
Năm 1977 ông về phụ trách trưởng ban tác chiến tại Bộ chỉ huy Quân sự tỉnh Quảng Nam – Đà Nẵng.
Năm 1978 ông được cử đi học tại trường Văn hóa Bộ quốc phòng – Lạng Sơn.
Sau đó, ông chuyển về học khóa 1 đào tạo Sư đoàn trưởng của Học viện quân sự cấp cao (nay là Học viện quốc phòng).
Sau khi tốt ngiệp, ông được giữ lại làm giảng viên khoa Chỉ huy tham mưu, sau đó là trưởng bộ môn tham mưu huấn luyện, Phó tham mưu trưởng quân khu 1.
Năm 1989 ông được cử sang Liên Xô học tại Học viện Bộ tổng tham mưu Vô-lô-xi-lốp. Sau khi về nước ông tiếp tục công tác tại Học viện quốc phòng.
Từ năm 1992 đến năm 1995, ông làm Phó phòng, Trưởng phòng Khoa học quân sự (sau là Viện khoa học nghệ thuật quân sự) Học viện quốc phòng.
Năm 1996, ông được bổ nhiệm giữ chức Phó giám đốc Học viện quốc phòng.
Năm 2008, ông nghỉ hưu.
Thiếu tướng (1998), Trung tướng (2007)

## Học hàm học vị
Thạc sĩ (1992)
Tiến sĩ (1998)
Phó Giáo sư (2002)
Giáo sư (2005)

## Nghiên cứu
Trong các đề tài nghiên cứu do ông làm chủ nhiệm có thể kể đến 3 đề tài quan trọng cấp Bộ Quốc phòng là: 
- “Nghệ thuật tác chiến chiến lược trong chiến tranh bảo vệ Tổ quốc” (năm 2000)[2]
- “Nghiên cứu đánh địch đổ bộ đường không vào hậu phương chiến lược” (năm 2005)[2]
- “Nghiên cứu các giải pháp nâng cao chất lượng đội ngũ giáo sư, phó giáo sư ngành khoa học quân sự thời kỳ mới” (2010 – 2012).[2]

## Khen thưởng
Huân chương Quân công hạng ba
Huân chương Chiến công hạng nhất, hạng hai, hạng ba
Huân chương Kháng chiến hạng hai
Huân chương Chiến sĩ giải phóng hạng nhất, hạng hai, hạng ba
Huân chương Chiến sĩ vẻ vang hạng nhất, hạng hai, hạng ba
Huy chương vì Sự nghiệp khoa học công nghệ
Huy chương vì Sự nghiệp giáo dục

## Gia đình
Chú ruột là Thượng tướng Lê Ngọc Hiền, Phó Tổng tham mưu trưởng Quân đội nhân dân Việt Nam
Chú rể là Đại tướng Lê Trọng Tấn, Tổng tham mưu trưởng quân đội nhân dân Việt Nam, Thứ trưởng Bộ quốc phòng.